# Costituzioni di Melfi
Le Costituzioni di Melfi erano un insieme di norme e leggi emanate nel corso del XIII secolo e volte a regolamentare gli aspetti economici e la vita sociale nell'ambito del regno di Sicilia. Furono promulgate il 1º settembre 1231 nella città di Melfi e raccolte nel Liber Augustalis.
Esse costituiscono una tra le manifestazioni della cultura di Federico II di Svevia, pur ricollegandosi per molti aspetti alle precedenti Assise di Ariano già emanate in  epoca normanna.
Nei decenni successivi i testi normativi subirono alcune modifiche e integrazioni. Nel loro complesso, rappresentano la sintesi delle culture giuridiche dell'epoca normanno-sveva che l'hanno alimentate tra il 1140 e il 1247.

## Sessioni preparatorie
La raccolta di norme iniziava nel dicembre del 1220, con il piccolo corpus delle venti assisae promulgate dall'imperatore nel Colloquium generale di Capua (Assise di Capua), e si concludeva con le quattro (o cinque) assisae ascritte alla Dieta di Messina (o Assise di Messina) del settembre del 1221.

## Il corpus
La stesura delle Costituzioni, pensata e avviata già nel 1230, dopo che il sovrano aveva partecipato alle Crociate in Gerusalemme, venne affidata ad un'assemblea legislativa formata dai giuristi più noti dell'epoca quali Pier della Vigna, notaio a Capua, Michele Scoto, filosofo e matematico scozzese, Roffredo di Benevento, nonché abati e arcivescovi di grande cultura come Giacomo Amalfitano, Arcivescovo di Capua, e Berardo di Castacca.
Queste rappresentano un corpo di leggi che partendo dal diritto normanno e dal Corpus Iuris Civilis di Giustiniano sono state adattate al nuovo sistema imperiale e tali da dare allo Stato un'impronta unitaria i cui poteri saranno da quel momento accentrati in una sola persona: l'imperatore. La volontà principale di Federico II era di ristabilire l'autorità imperiale, improntandola all'assolutismo romano, limitando i poteri e i privilegi acquisiti nel tempo dalle locali famiglie nobiliari e dai prelati.

### Proemio
Il richiamo alle leggi del "Corpus Iuris Civilis" è chiaro fin dal proemio, in cui Federico II si proclama Felix Pius Victor et Triumphator, esattamente come fece Giustiniano nel Proemio delle Istituzioni.
1) Imperator Fridericus semper Augustus, Ytalicus Siculus Ierosolomitanus Arelatensis, Felix Pius Victor et Triumphator,

2) Post mundi machinam providentia divina firmatam et primordialem materiam nature melioris conditionis officio in rerum effigies distributam,

3) qui facienda previderat facta considerans et considerata commendans

4) a globo circuli lunaris inferius hominem, creaturarum dignissimam ad ymaginem propriam effigiemque formatam, quem paulo minus minuerat ab angelis, consilio perpenso disposuit preponere ceteris creaturis;

5) quem de limo terre transumptum vivificavit in spiritu,

6) ec eidem honoris et glorie dyademate coronato uxorem et sociam partem sui corporis aggregavit

7) eosque tante prerogative munimine decoravit, ut ambos efficeret primitus inmortales,

8) ipsosque verumtamen sub quadam lege precepti constituit;

9) quam quia servare tenaciter contempserunt, transgressionis
eosdem pena dampnatos ab ea,

10) quam ipsis ante contulerat, inmortalitate prescripsit.

dal Liber Augustalis promulgato da Federico II nel 1231
Molti sono, sempre nel Proemio, i richiami alla Bibbia come, per esempio, all'inizio i richiami alla Creazione in cui Dio, considerando l'uomo come la più degna delle creature, forgiata a sua immagine e somiglianza fu destinata a comandare tutte le altre creature (a globo circuli lunaris inferius hominem, creaturarum dignissimam ad ymaginem propriam effigiemque formatam, quem paulo minus minuerat ab angelis, consilio perpenso disposuit preponere ceteris creaturis). Lo scontro con il papa nella Lotta per le investiture radicalizzò maggiormente il testo. Così la reazione di Federico II fu un'accentuazione marcata della sacralizzazione del potere temporale degli imperatori.
Gli elementi culturali e di diritto ai quali si ispirò la novella legislazione erano: il diritto normanno, il mondo romano antico, con il diritto giustinaneo; il diritto germanico; il cristiano, che li pone in accordo fra loro, con il diritto ecclesiastico o canonico.

### IlConstitutiones
Il corpus del Liber sono le Constitutiones Regni Siciliarum, un complesso giuridico che si esplicava attraverso 3 Libri per un totale di 204 constitutiones, ossia 74 nel libro I, 49 nel II e 81 nel III.
Strutturalmente comprendevano quattro organizzazioni dello Stato: lo Stato, in cui si definivano i poteri del sovrano; la Giustizia, affidata al Maestro generale di Giustizia; la Finanza, affidata ai Maestri Camerari; il Feudo.
Il potere era pienamente nelle mani dell'imperatore, il quale era affiancato dalla Magna Curia, il consiglio dei principali funzionari imperiali, di cui il «maestro giustiziere» e il «maestro camerario» erano i rappresentanti più autorevoli; dalla Magna Curia dipendevano poi tutti gli altri funzionari.
Lo scopo di tale riorganizzazione legislativa era soprattutto quello di ricercare la pace nel regno, grazie alla quale garantire un progresso dell'economia che potesse incrementare le risorse finanziarie necessarie alla politica imperiale. Le Costituzioni affrontarono per la prima volta il problema sanitario con la regolamentazione delle attività di pulizia delle città (butti) e delle botteghe artigiane conciarie.
Alcune norme proibivano l'ordalia poiché era considerata "irrazionale" e i duelli giudiziari venivano fortemente ridimensionati.

### LeNovellae
Dal 1231 le norme posteriori al Constitutiones furono aggiunte da giuristi privati come Novae constitutiones, con le Novellae, leggi integrative o sostitutive delle precedenti, attività durata fino alla morte dell'imperatore.
L'attività di revisione e integrazione ebbe inizio già nella assise di Siracusa del 1233, l'ultima nel 1247.
Alla morte dell'imperatore nel 1250 le costituzioni attestate dalla vulgata assommavano a 253, ovvero 107 nel libro I, 52 nel II e 94 nel III.